# Fogaskerekű vasút

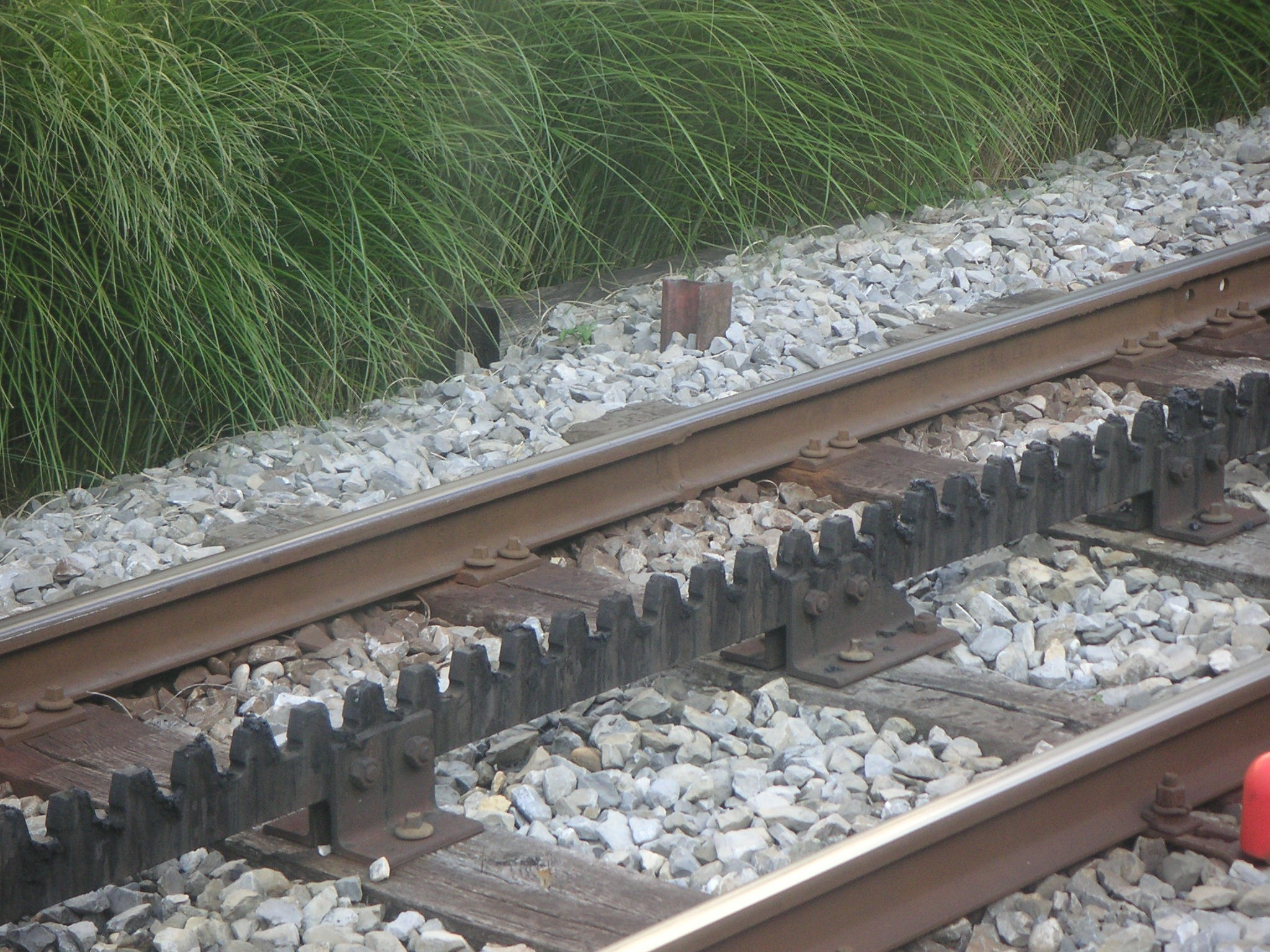
Von Roll rendszerű fogassín rendszer

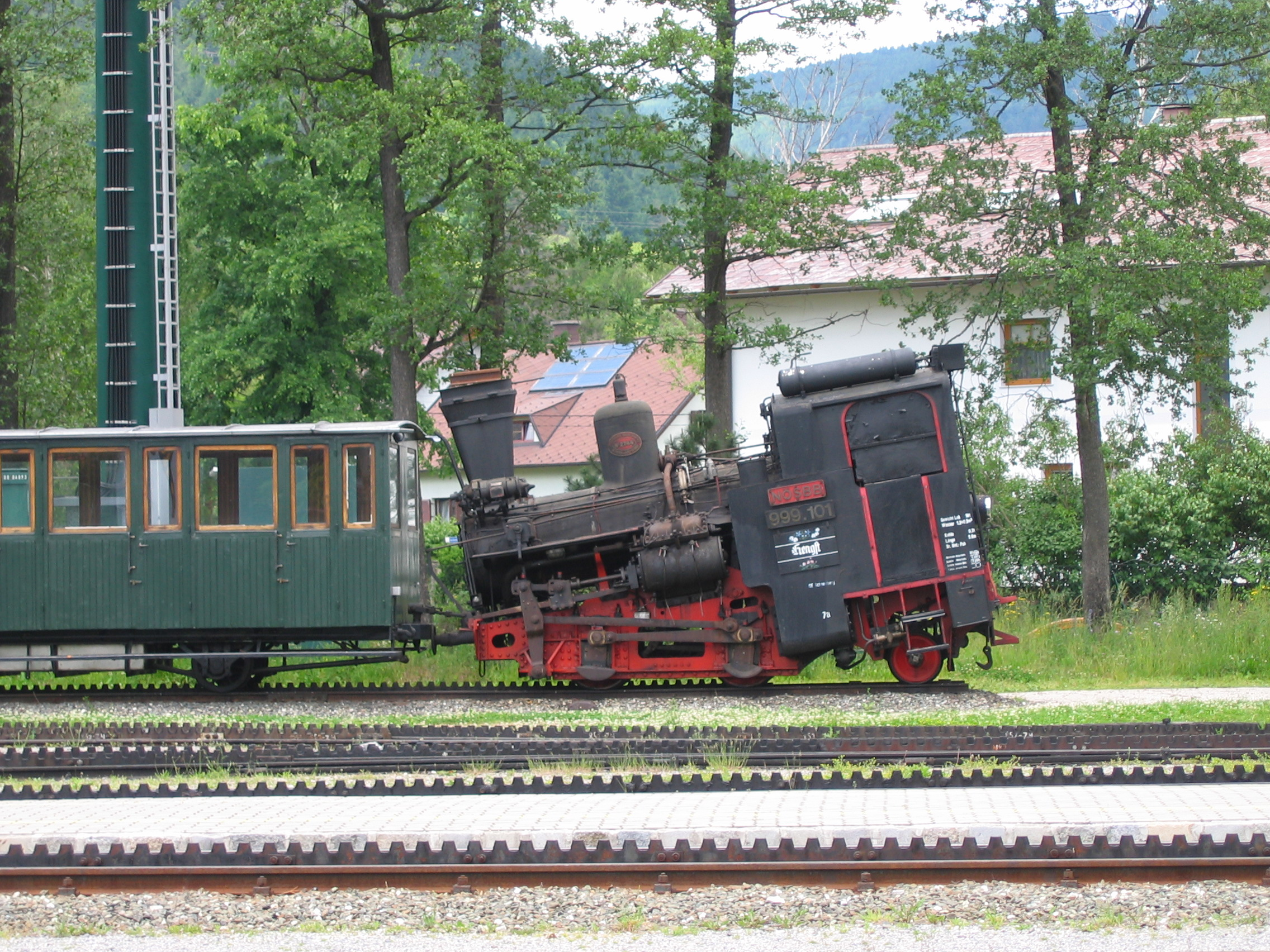
Schneeberg fogaskerekű gőzmozdonya döntött kazánnal vízszintes pályán

Fogasléc-fogaskerék működése

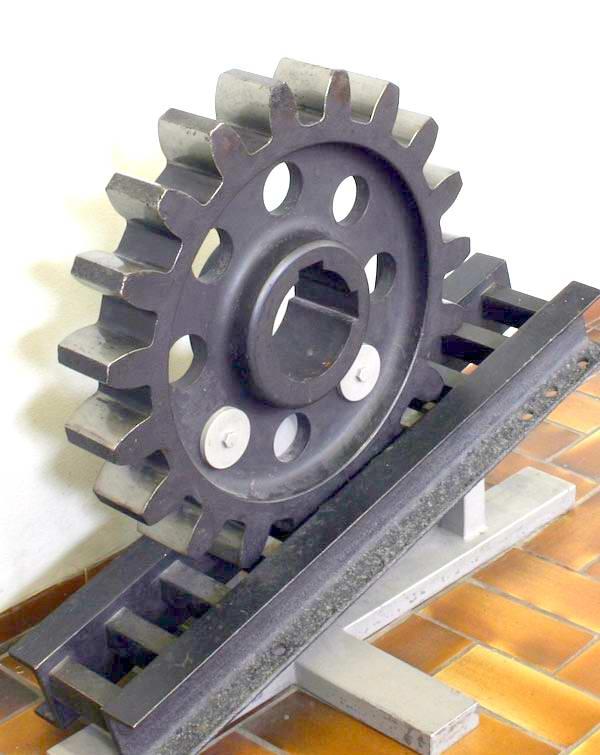
A Riggenbach fogassín rendszer

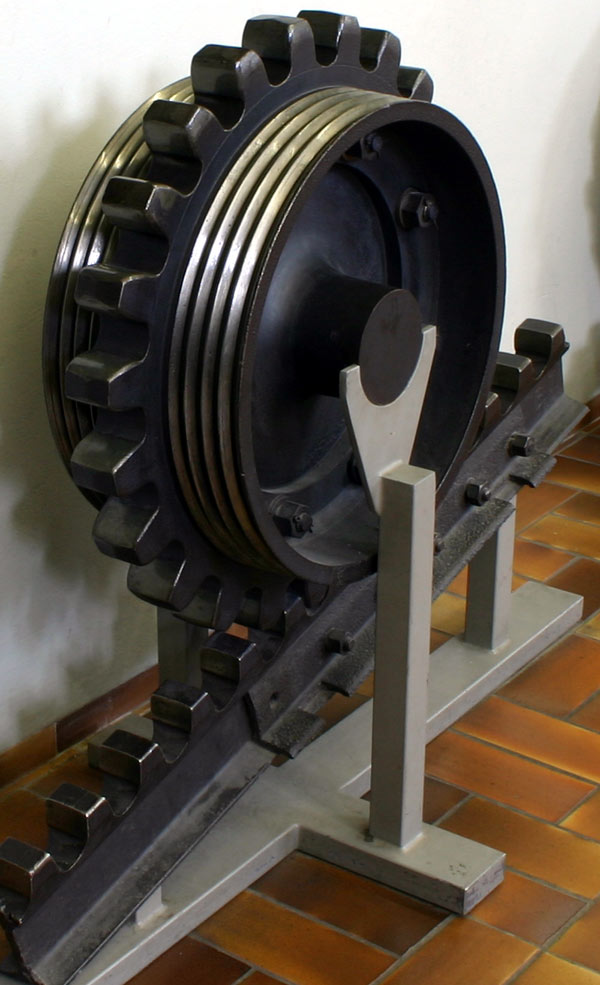
A Strub fogassín rendszer

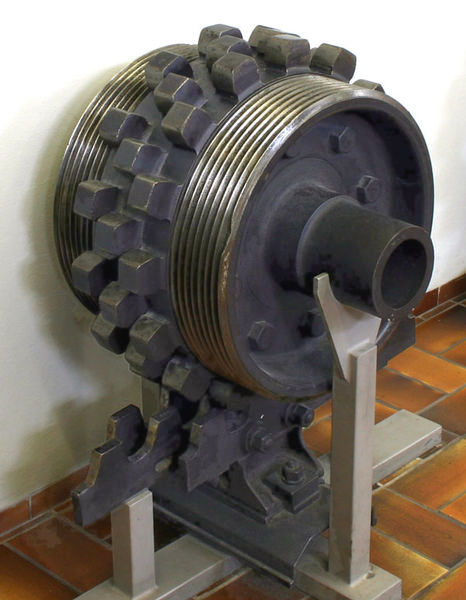
Abt fogassín rendszer

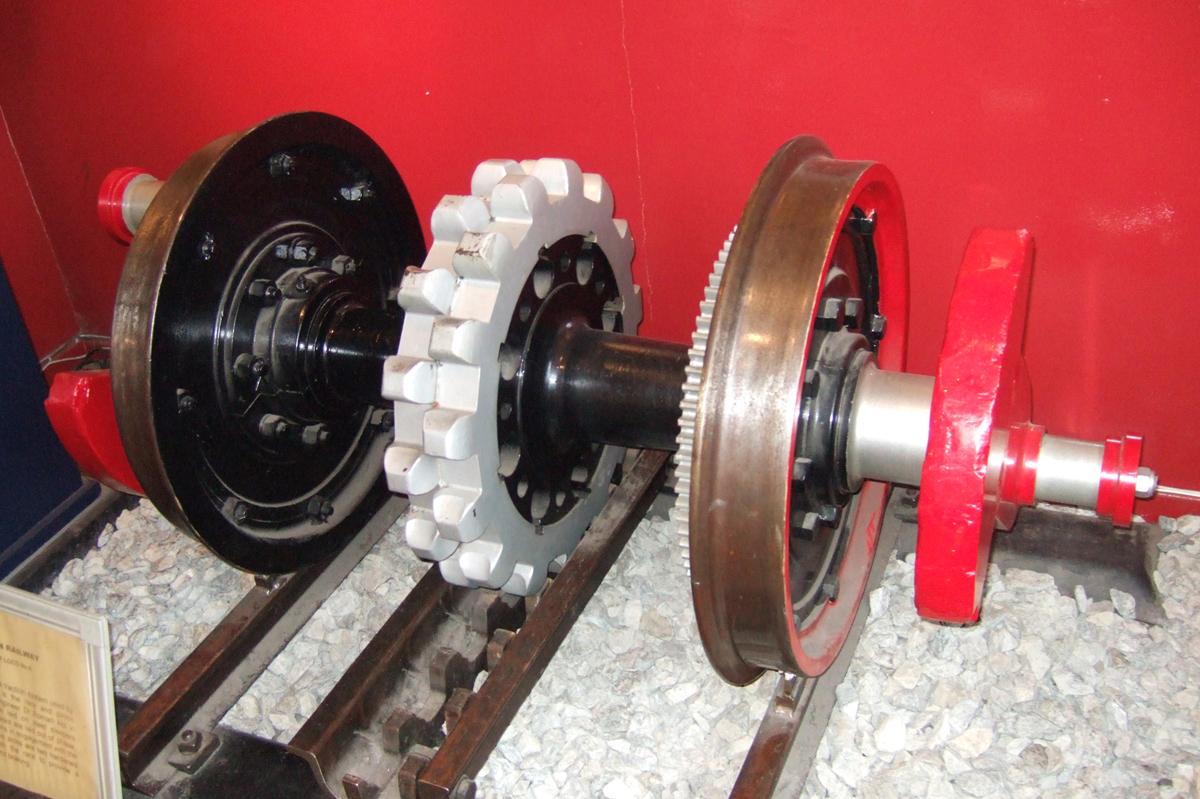
Abt fogassín rendszer

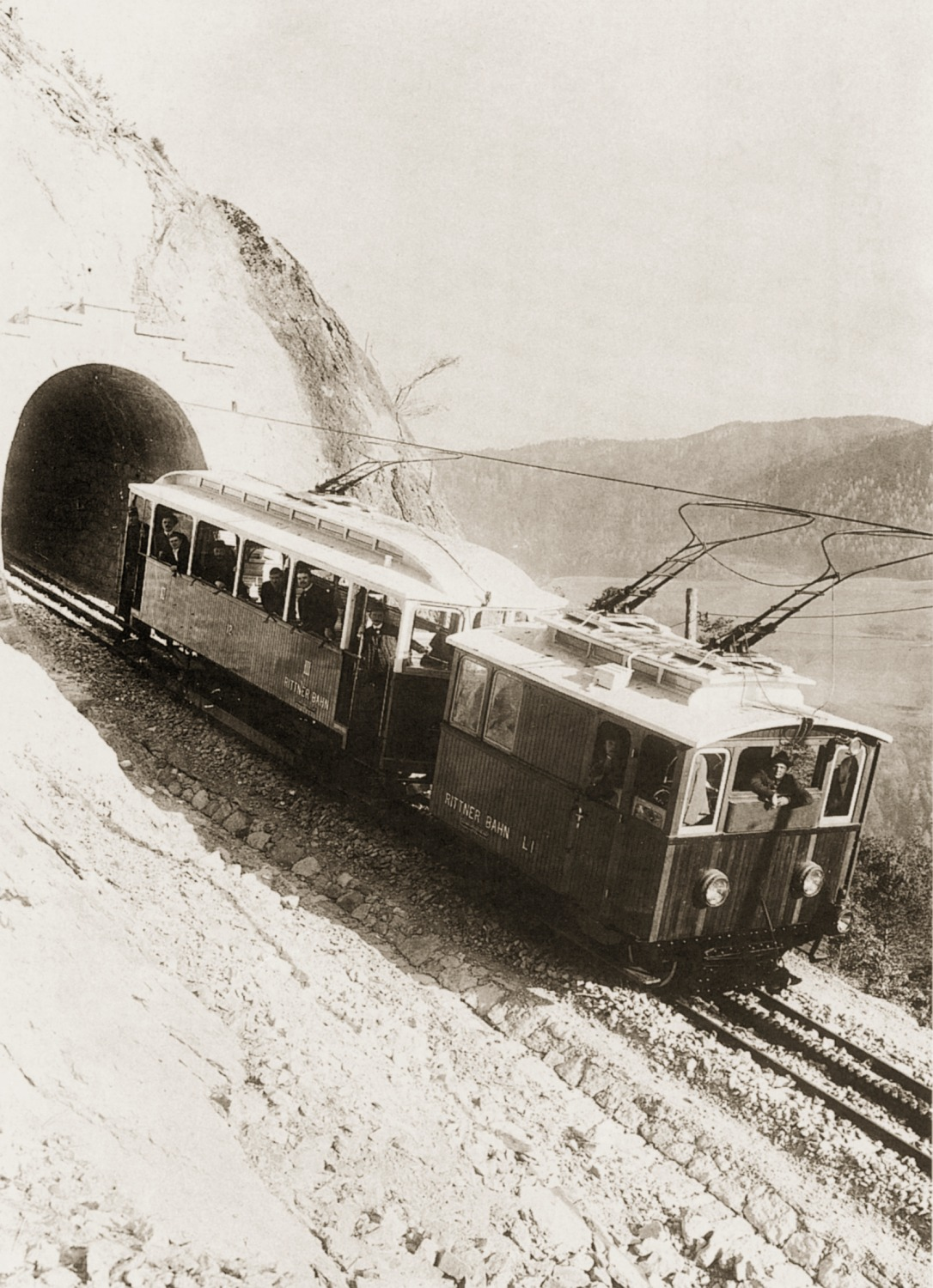
Korai fogaskerekú villamos mozdony és kocsi

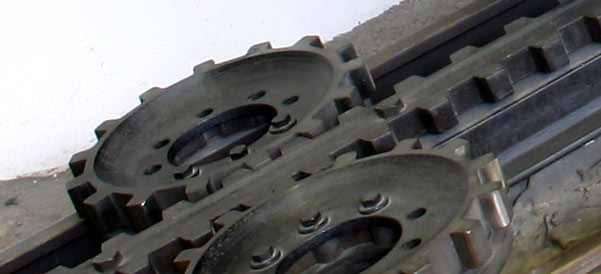
Locher fogassín rendszer

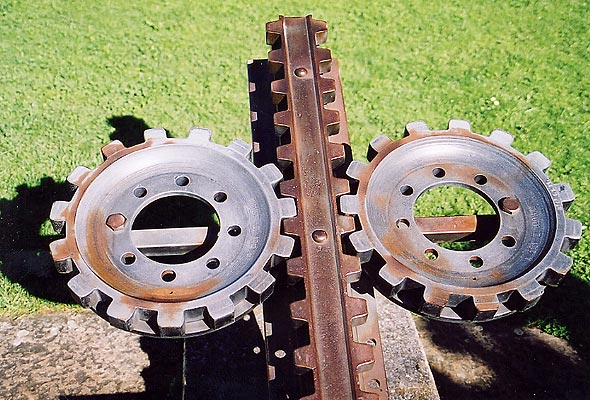
Locher fogassín rendszer (felülnézet)

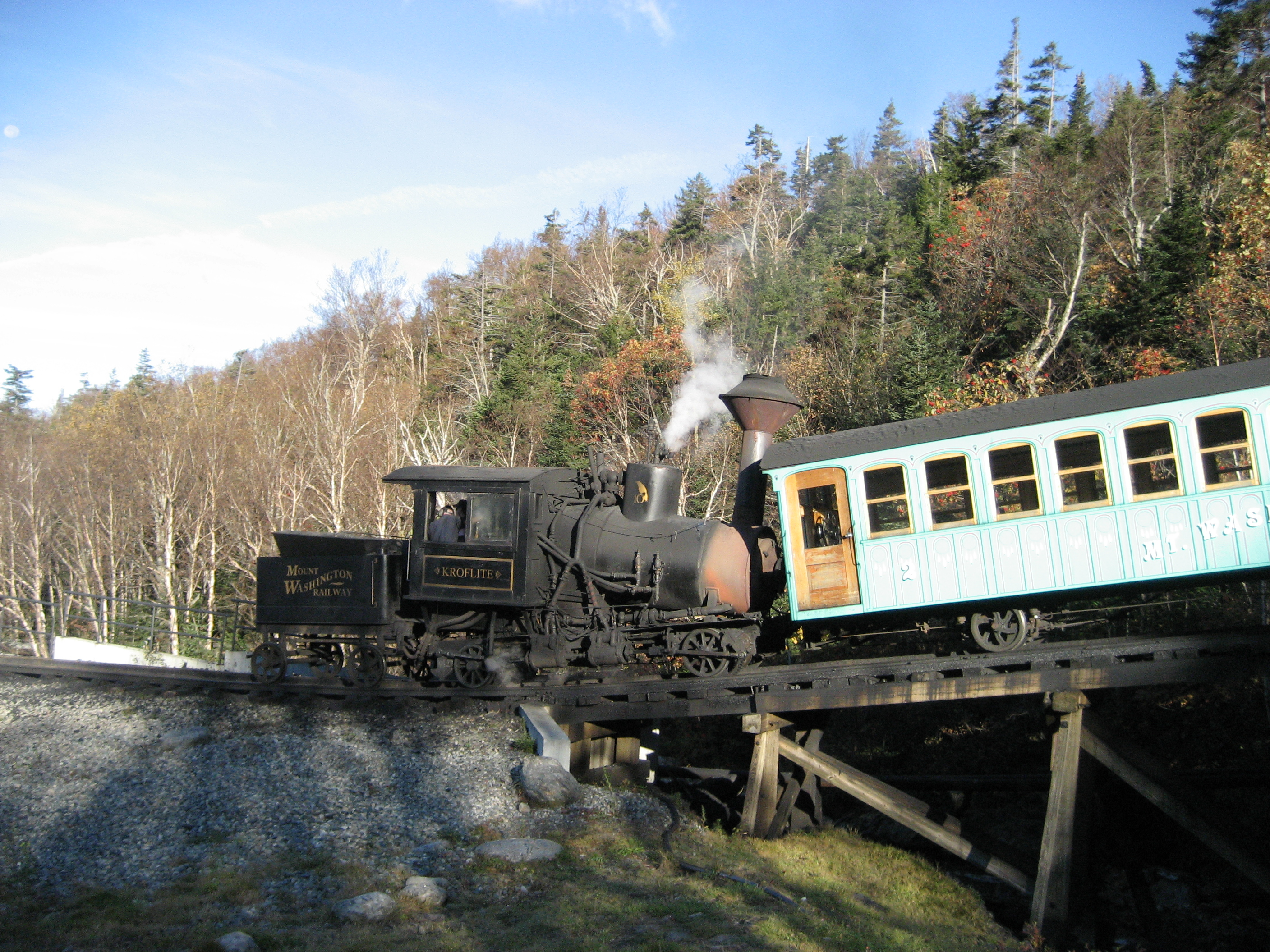
A Mount Washington Cog Railway 2006-ban

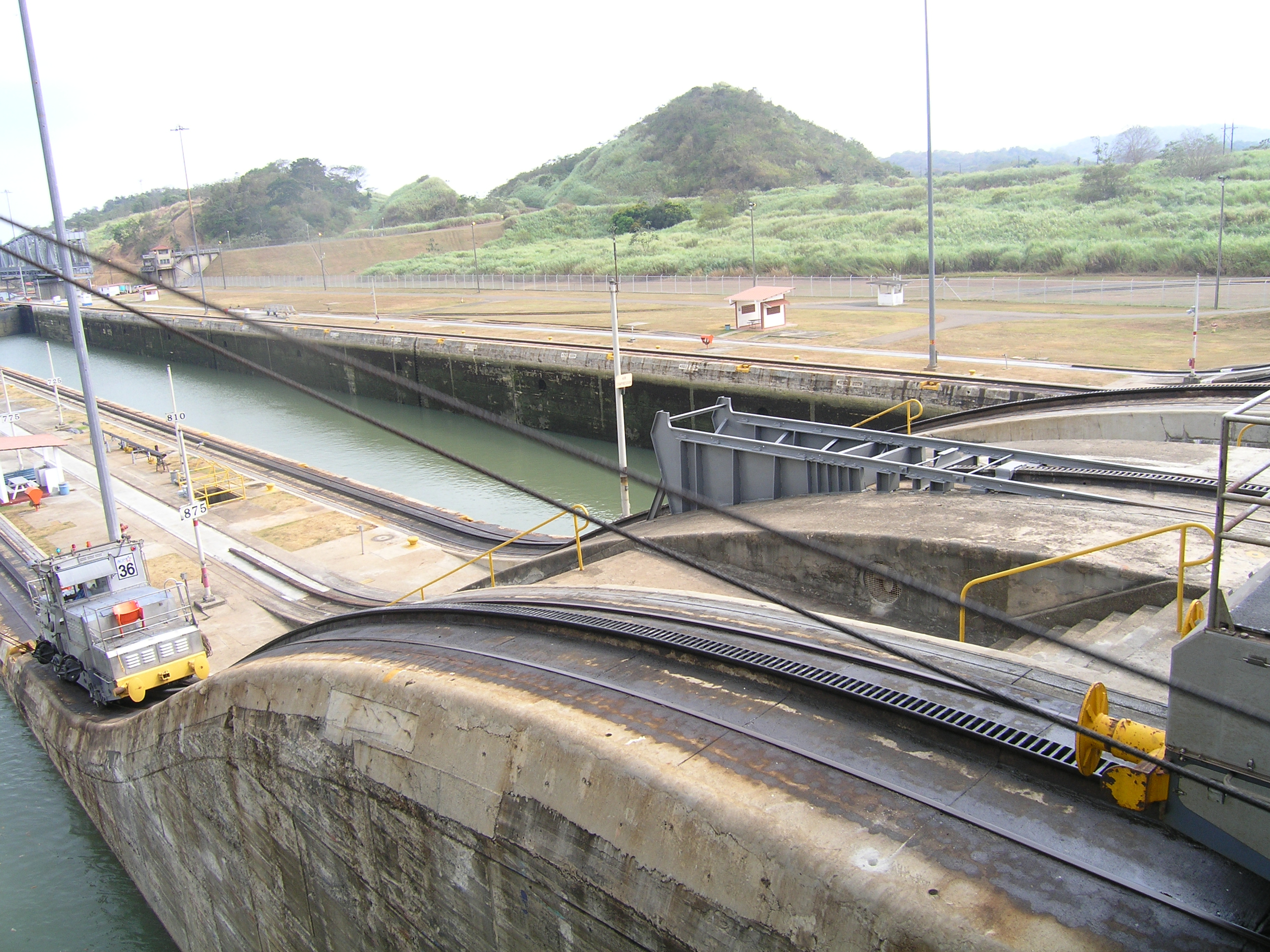
Fogaskerekű mozdonyok vontatják át a hajókat a Panama-csatorna zsilipein

A fogaskerekű vasút a vasút egyik fajtája, általában a normál sínek között elhelyezett speciális fogazott sínnel kiegészítve. A vonat (mozdony) egy vagy több hajtó fogaskereke a fogassínhez kapcsolódik. Ez lehetővé teszi, hogy a vonat olyan meredek pályákon is biztonsággal üzemeljen, ahol a szokásos súrlódásos hajtás megcsúszna.
A legtöbb fogaskerekű hegyi vasút, bár vannak személyvonatok vagy városi villamosok is a városi forgalomban meredek terepviszonyok leküzdésére.
Az első fogaskerekű Leedsben épült a Middleton Railway 6,7% legnagyobb emelkedésű pályájára, ahol az első gőzmozdonyt, a Salamancát 1812-ben helyezték üzembe és 1839-ig működött. Ez a vasút a John Blenkinsop által tervezett és 1811-ben szabadalmaztatott fogassín-fogaskerék rendszert használta. A fogaskerékhajtást egy kicsit az a félelem is szülte, hogy a sima sínen a kerék megcsúszna. A vasút öntöttvas sineket használt oldalukon fogazattal.
Az első fogaskerekű vasút, melynél a fogazott öntöttvas sín középen foglalat helyet, a Madison & Indianapolis Railway egy rövid 6%-os lejtésű szakaszán volt Madisonban, 1848-ban nyitották meg. 1868-ban a fogazott sínt felszedték és a vonal adhézióssá vált.
Az első hegyi fogaskerekű vasút a Mount Washington Cog Railway volt az Egyesült Államokban New Hampshire államban, mely fizető utasokat szállított 1868-tól az 1904 m magas Mount Washington csúcsra. Az első európai fogaskerekű a Vitznau-Rigi-Bahn volt a Rigi hegyen, Svájcban, melyet 1871-ben nyitottak meg és 440 m-ről 1740 m magasra vezetett. Mindkét vonal legnagyobb emelkedése 38% és ma is működik.

## Fogassín rendszerek
Sokféle fogassín rendszert fejlesztettek ki. Ma a fogaskerekű vasutak többsége az Abt rendszert használja.

### Riggenbach
Ezt a legelső rendszert Niklaus Riggenbach találta fel, mely pálcás fogazattal készült fogassínt használ. A sín két szerkezeti acélból készült laposvasat összekötő hengeres vagy négyzet keresztmetszetű rudakból áll, melyek szabályos közönként követik egymást. Ez volt az első működő rendszer, hátránya volt, hogy igen drága és bonyolult volt az előállítása. 1863-ban találták fel és először 1871-ben a Vitznau-Rigi-Bahnnál alkalmazták.

### Marsh
Ezt a rendszert az amerikai Sylvester Marsh találta fel, körülbelül Niklaus Riggenbachhal egy időben és a megoldás sem különbözött az övétől. Ezt a rendszert a Mount Washington Cog Railwaynél alkalmazták. A két rendszer igen hasonló volt.

### Strub
Az Emil Strub által feltalált rendszer hasonlít az Abt rendszerre, de csak egy széles fogassínt használ, melyet egy T-szelvényre hegesztenek rá. Ezt a fogassínt lehet a legegyszerűbben karbantartani, és ezért igen népszerűvé vált.

### Abt
Ezt a rendszert Carl Roman Abt svájci mozdonytervező mérnök találta fel, aki egy Riggenbach rendszerű vonalon dolgozott és a Riggenbach rendszer továbbfejlesztésének tekinthető. Az Abt fogassín két vagy három függőleges, pontos profillal fogazott acéllemezt használ, melyek fogai fölfelé állnak, és párhuzamosan egymás mellé szerelnek úgy, hogy a fogazat el van tolva fél fogazással egymástól. Ezzel biztosítható, hogy legalább egy fog mindig kapcsolatban áll a fogassín és a hajtó fogaskerék között. Ez az elrendezés sokkal simább és zajtalanabb üzemet tesz lehetővé, mint a Riggenbach rendszer, továbbá kiküszöböli a korábbi rendszer fogassín toldásánál az osztási hibákat és olcsóbb is a Riggenbach rendszernél. Abt egyedüliként alkalmazott 100 mm fogosztást a szokásos 120 mm helyett. A lamellák szélessége a fellépő legnagyobb a fognyomástól függ, többnyire 32–40 mm között van. Ez a rendszer terjedt el legjobban a világon. Európában főként a kétlamellás változatot használták, a háromlamellás - európában egyedül az egykori Harzbahn-on - inkább a tengerentúl volt alkalmazásban.
A fogasléc könnyű, ámde viszonylag gyenge és érzékeny a jegesedésre. A fogazott lemezek öntöttvas nyergen vannak melyek a sínaljakhoz (talpfa) vannak erősítve. A két- vagy három fogasléc hosszirányban fél, vagy harmad hosszal eltolva kerül felszerelésre, így biztosítva a toldásoknál az osztáshibák okozta problémák kiküszöbölését. A többlemezes kapcsolódás előnye a csendes, ütésmentes, megbízható kapcsolódás. Az egyes fogaslécek egyenletes terhelése miatt fontos a meghajtó fogaskerekek torziós csatlakozása.
A hajtó fogaskerék vagy egy tengelyen van a gördülő kerékpárral, vagy külön van meghajtva. A Mount Lyell Mining and Railway Company gőzmozdonyain a hagyományos kerékpárokat és a fogaskereket külön dugattyúk hajtják.

### Locher
A Locher rendszernél a fogazás a sín két oldalán helyezkedik el és a sín mindkét oldalán egy-egy fogaskerék kapcsolódik hozzá. Ez a rendszer meredekebb pályát tesz lehetővé, mert a többinél a fogaskerék hajlamos arra, hogy meredek lejtőn kiugorjon a sín fogaiból. Ezt a Pilátus vasútnál alkalmazták.

### Von Roll
A Von Roll társaság által gyártott fogassín rendszer hasonló az Abt rendszerhez, kivéve, hogy csak egyetlen fogassínt alkalmaz és a fogak úgy vannak kialakítva, hogy mind a Riggenbach, mind a Strub rendszerhez illeszkedjék. Egyszerűsége folytán kiválthatja mindkét rendszer fogassínjeit anélkül, hogy a fogaskerekeket cserélni kellene.

### A fogazott-súrlódásos és tiszta fogassín rendszerek
A fogazott-súrlódásos rendszerek fogaskerékhajtást csak a legmeredekebb szakaszokon használnak, egyébként szokásos vonatokként közlekednek. Mások, a meredekebb pályájúak csak fogassínt használnak. Ezeknél a mozdony kerekei szabadon futnak és nem vesznek részt a vonat vontatásában.

### Fell
A Fell-hegyi vasút nem fogaskerekű rendszer – hanem van egy harmadik megemelt középső hagyományos sín. Ez lehetővé teszi, hogy függőleges tengelyű (súrlódó) kerekek gördüljenek rajta, melyek a hajtást és a fékezést szolgálják.

## Fogaskerekű mozdonyok
Kezdetben csaknem az összes fogaskerekű vonatot gőzmozdony vontatta. A gőzmozdonyt azonban alaposan át kellett alakítani, hogy megfeleljen a speciális követelményeknek. A villanymozdonnyal és a dízelmozdonnyal ellentétben ugyanis a gőzmozdony kazánja csak közel vízszintes helyzetben működik. Szükséges, hogy a mozdony kazánjának csövei és a tűzszekrény állandóan víz alatt legyenek, nehogy az alkatrészek túlhevüljenek, elveszítsék szilárdságukat és ezzel kazánrobbanást okozzanak.
Ezért a fogaskerekű gőzmozdonyokat úgy tervezték, hogy a kazán akkor legyen közel vízszintes helyzetben, amikor a vonat a meredek pályán halad, ehhez tehát vízszintes pályán a kazánnak ferdén kell állnia. Az ilyen mozdonyok egy része vízszintes pályán egyáltalán nem működik, ezért az egész pályát, beleértve a javítóműhelyeket is lejtősre kellett építeni. Ez volt a legfontosabb ok, amiért a fogaskerekű vasutak elsők között voltak a villamosított vonalak között, és ma a legtöbb villamos vontatással üzemel.
Biztonsági okokból a fogaskerekű mozdonyok mindig tolják a személykocsikat, mivel a mozdonyt erős fékrendszerrel látják el, gyakran horgokat és egyéb mechanikus eszközöket is alkalmaznak a szerelvény biztos megállítására és rögzítésére. Egyes mozdonyokon automatikus fékek vannak, amelyek túlsebesség esetén működésbe lépnek és megakadályozzák a kisiklást. Sokszor nincs összekapcsolva a vonat a mozdonnyal, mivel a szerelvényt saját súlya nekinyomja a mozdonynak. A villamos hajtású szerelvényeket gyakran elektromágneses fékekkel is felszerelik.
A fogaskerekű vonatok sebessége általában kicsi, körülbelül 25 km/h.

## A világ fogaskerekű vasútjai

### Argentína
- Mendozától a chilei Los Andesig lásd Chile lejjebb.

### Ausztrália
- Mt Morgan Rack Railway – a fogaskerekű az 1950-es évekig üzemelt, azután megszüntették.
- Skitube Alpine Railway – a Snowy Mountainson.
- West Coast Wilderness Railway Tazmániában, eredetileg 1896-ban nyitották meg a Mount Lyell rézbányák kiszolgálására, teljesen leszerelték az 1960-as években. 2003-ban újjáépítették turistaforgalom számára. Abt rendszerű.

### Ausztria
- Achenseebahn, Tirol
- Erzbergbahn, Stájerország
- Gaisbergbahn, Gaisberg (1887 – 1928)
- Kahlenbergbahn, Kahlenberg, Döbling, Bécs
- Schafbergbahn, Felső-Ausztria
- Schneebergbahn, Alsó-Ausztria

### Brazília
- Corcovado fogaskerekű vasút
- São Paulo vasút vagy Serra do Mar vonal

### Chile
- Ferrocarill Arica La Paz, Arica–La Paz
- El Ferrocarril Trasandino Los Andes – Mendoza. Újjáépítéskor már nem fogaskerekű lesz.

### Csehország
- Tanvald-Harrachov fogaskerekű vasút

### Egyesült Államok
- Manitou and Pike's Peak Railway
- Mount Washington Cog Railway
- Mt Manitou Scenic Incline Railway, épült 1906-ban, 1990-ben lebontották.
- Quincy and Torch Lake Rail Road #7,[1] fogaskerekű villamos, épült 1896-ban(?). Dízel-hidrosztatikus hajtás. Hancock, Michigan.
- Green Mountain Cog Railway, rövidéletű fogaskerekű Mount Desert Island-ban Maine-ben,[2] 1897-ben bezárva.

### Franciaország
- A lyoni Metro C vonala
- Mont Blanc villamos
- Montenvers vasút

### India
- Nilgiri hegyi vasút

### Indonézia
- Aceh – nem működik, rekonstrukció várható.
- Bedono – turistavonalként még gőzmozdonnyal üzemel.

### Japán
- Ikawa vonal, Oigawa vasút
- Usui vonal volt az első japán fogaskerekű vasút a Japán Nemzeti Vasút Shin-Etsu vonalán. 1963-ban hagyományos vonallá építették át.

### Libanon
- Egy 1050 mm nyomtávú fogaskerekű vasút kapaszkodik Bejrútból Szíriába.

### Magyarország
- Budapesti fogaskerekű vasút
- Ózdi fogaskerekű vasút
- Salgótarjáni fogaskerekű vasút

### Nagy-Britannia
- Snowdon Mountain Railway

### Németország
- Drachenfels vasút
- Rübelandbahn vasút 1931-ig, azóta hagyományos vasút
- Wendelsteinbahn
- Zahnradbahn, Stuttgart
- Bayerische Zugspitzbahn

### Olaszország
- Superga fogaskerekű vasút

### Panama
- A Panama-csatorna zsilipein a nagy hajókat mulasnak (=öszvér) nevezett fogaskerekű villanymozdonyok vontatják saját hajócsavarjaik helyett. 2006-ban elfogadott tervek szerint az új zsilipeken vontatóhajók fogják ezt helyettesíteni.

### Románia
- A 917-es Karánsebes-Hátszegváralja közti vasútvonal. A középső, Baucár-Vaskapu-hágó-Várhely fogaskerekű vonalszakasza már megszűnt.[3]

### Spanyolország
- Montserrat fogaskerekű vasút
- Vall de Núria fogaskerekű vasút

### Svájc
- AlpTransit Gotthard (ATG)
- Bergbahn Rheineck-Walzenhausen (RhW)
- Berner Oberland-Bahnen
- Brienz Rothorn Bahn
- Brünigbahn, ( Lucerneből  Interlakenbe )
- Brig-Visp-Zermatt  vasút
- Chemin de fer Aigle-Leysin
- Chemin de Fer de Martigny au Châtelard (MC/TMR)
- Chemin de fer Martigny-Orsières
- Chemin de fer Montreux-Glion-Rochers-de-Naye
- Dampfbahn Furka-Bergstrecke (DFB)
- Dolderbahn (Db)
- Furka-Oberalp-Bahn
- Glacier Express
- Gornergratbahn
- Jungfraubahn
- Luzern-Stans-Engelberg-Bahn
- Matterhorn-Gotthard-Bahn
- Monte Generoso  vasút
- Pilatus  vasút
- Rigi-Bahnen ( Arth-Rigi-Bahn )
- Rorschach-Heiden-Bahn
- Schynige Platte  vasút
- Vitznau-Rigi-Bahn
- Wädenswil-Einsiedeln-Bahn
- Wengernalpbahn
- Zentralbahn (Zb)
- Zermatt to  Täsch, a  BVZ Zermatt-Bahn része

### Szlovákia
- Csorbatói Fogaskerekű Vasút

### Hagyományos vasút, fogaskerekű vasút, sikló
A tipikus adhéziós vasutak (amelyek a kerék és a sín közötti súrlódásnak köszönhetően haladnak) emelkedése szűk határok közé szorul. A szokásos felső határ általában a 2,5%, különösen a fővonalakon. Azonban számos vasútvonal ennél sokkal meredekebb. A Gotthardbahn (1872-74) legnagyobb meredeksége 2,8%, a Köln-Frankfurt (2003) nagysebességű vonalnál ez az érték 4%. A Ferrocarril Central Andino (Huancayo – La Oroya w Peru) legnagyobb emelkedése 4%. Kirívóan nagy az emelkedése a villamosított Ferrocarril Guaqui a La Paz vonalnak (Bolívia, 1000 mm-es nyomtáv): az El Alto – La Paz szakaszon 7,4% (megnyitották 1904-ben, bezárták 1970-ben). A turistaforgalmat lebonyolító Hakone Tōzan Tetsudō (Kanagana prefektúra, Japán, 1435 mm-es nyomtáv) emelkedése 8%-os. Városi villamosvonalak emelkedése rövid szakaszokon nemegyszer eléri a 10%-ot.
Ezzel szemben a fogaskerekű vasutak legnagyobb emelkedése 48% (Pilatusbahn). Másképpen fest a probléma a vegyes technikájú (adhéziós és fogaskerekű) vasutaknál. Az Abt-rendszerű vágányok maximális emelkedése nehéz turista forgalom esetén – 12,5%, a könnyű turistaforgalom esetén – 8%, a nehéz személyforgalom esetén 5%.
Olyan kötéllel vontatott vonatok számára, amelyek végtelenített kötéllel üzemelnek, az emelkedésnek nincs alsó határa, azonban az olyanok, amelyeknek a működése a másik szerelvény ellensúlyán alapul (siklók), a legkisebb emelkedése 2-16%, a legnagyobb eléri a 100%-ot. Létezik egy paraméter, amely eldönti, hogy egy vonalat siklóval vagy fogaskerekű vasúttal lehet létesíteni: ez a vonal hossza. Fogassínt akármilyen hosszúságban lehet építeni, siklót nem.